# Principio di determinazione
Il concetto di Principio di Determinazione, (Bestimmungsgrund), è presente nella Critica del Giudizio di Immanuel Kant. Chiave di volta del pensiero del filosofo, ha spesso presentato difficoltà d'interpretazione, dovute sia alla opinioni discordanti riguardo alla sua traduzione, sia al suo carattere innovativo nell'ambito del pensiero kantiano, che ha aperto le porte ad una ridefinizione dell'intera istanza critica. 

## Le traduzioni italiane
La traduzione di Alfredo Gargiulo (1907) rivista da Antonio Verra, presenta l'inconveniente di tradurre con diverse espressioni, seppure equivalenti, il termine Bestimmungsgrund come "fondamento della determinazione", "causa determinante", "principio che determina" o "motivo che determina". Il rischio che comporta una traduzione non univoca dell'espressione Bestimmungsgrund è che la centralità di essa all'interno della terza Critica kantiana venga attenuata. 
L'edizione della Critica del Giudizio a cura di Leonardo Amoroso, traduce uniformemente il termine Bestimmungsgrund con "fondamento di determinazione", dimostrando dunque di aver intuito la tecnicità del termine. 
È a partire dall'edizione Emilio Garroni-Hansmichael Hohenegger,, che compare però per la prima volta la traduzione “principio di determinazione”, forte anche del retaggio della versione latina ratio determinans. Tale traduzione verrà impiegata anche nella più recente edizione della Critica a cura di Massimo Marassi.

## La declinazione del termine a partire dai quattro momenti dell’Analitica del bello

### Qualità
Il concetto di Bestimmungsgrund viene per la prima volta introdotto da Kant nel Primo Momento dell’Analitica del bello della Critica del Giudizio di Gusto; solo più avanti, passando attraverso tutti i Momenti dell'Analitica stessa, verrà esplicitato come principio. Poiché il principio del giudizio estetico non ha la stessa natura dei principi che determinano il piacere sensibile o quello pratico puro, Kant spiega come il Bestimmungsgrund non possa dipendere da principi che si legano ad un interesse. Questo viene quindi delineato come giudizio infinito, ovvero, «si individua, in modo infinito, per esclusione, il luogo dove è possibile trovare il principio proprio del giudizio di gusto». Diviene, dunque, evidente come sia proprio in questo principio, disinteressato e inteso come esigenza infinita, che il bello si configura come qualcosa che va oltre il semplice piacere del buono e del piacevole: ed è in questo peculiare tipo di piacere che esso va ricercato.

### Quantità
Nel Secondo Momento, il giudizio di gusto viene preso in esame sotto il profilo della “quantità”. Pur essendo singolare nella sua formulazione logica, esso deve diventare “oggetto di un compiacimento universale” e ad esso «deve essere legata un'esigenza di universalità soggettiva». Solo così si ha «[…] la possibilità di un giudizio estetico che nello stesso tempo può essere considerato valido per ciascuno»; a legittimare questa approvazione di tutti verso il giudizio stesso c'è un Bestimmungsgrund, un principio, inteso come «voce universale», che ancora Kant decide di non indagare a fondo.

### Relazione
Nel Terzo Momento, in cui l'analisi del giudizio di gusto è svolta secondo la categoria della relazione, il Bestimmungsgrund è connesso alla "conformità a scopi" (o "principio di finalità"), che consiste nel principio che «garantisce a priori  […] l'accordo dei fenomeni particolari sotto leggi come se essi fossero stati progettati proprio in vista di un accordo del genere». È necessario, tuttavia, precisare che a fondamento del giudizio di gusto non vi è la ‘materia’ della conformità a scopi, ossia lo scopo dell'oggetto («il concetto che può essere considerato come il fondamento della possibilità dell'oggetto stesso»), bensì la ‘forma’, cioè la conformità a scopi senza scopo. Il motivo, ancora una volta ribadito da Kant, è che il Bestimmungsgrund del giudizio estetico non è un concetto, ma un «sentimento». Detto questo risulta chiaro come, da una parte, la perfezione (‘conformità a scopi oggettiva interna’) in quanto legata al concetto di «ciò che la cosa deve essere»  e, dall'altra, le attrattive e le emozioni, in quanto interessi sensibili, pur giocando un qualche ruolo nel giudizio di gusto non possono essere assunte come suo Bestimmungsgrund. Pertanto, il giudizio di gusto può essere definito “contemplativo”, in quanto il compiacimento non è legato ad «un interesse per l'oggetto», e “puro”, «in quanto nessun compiacimento semplicemente empirico è mischiato al suo principio di determinazione».

### Modalità
Nel Quarto Momento Kant si occupa della modalità del giudizio di gusto. Identificando il Bestimmungsgrund con la nozione di “senso comune”, esso viene infine delineato come vero e proprio principio. È da notare che tale “senso comune” non è richiesto solamente dal giudizio di gusto, ma anche dalla conoscenza empirica in genere; tuttavia, in quest'ultimo caso, esso verrà inserito sotto altri principi di determinazione (di tipo logico). Il giudizio di gusto, dunque, «è il luogo dove si mostra come ‘principio costitutivo’ o ‘Bestimmungsgrund’ un principio che deve essere supposto, come ‘principio regolativo’, da qualsiasi conoscenza o esperienza».